# Літтл-Бритен (Пенсільванія)
Літтл-Бритен (англ. Little Britain) — переписна місцевість (CDP) в США, в окрузі Ланкастер штату Пенсільванія. Населення — 406 осіб (2020).

## Географія
Літтл-Бритен розташований за координатами 39°46′35″ пн. ш. 76°6′37″ зх. д. / 39.77639° пн. ш. 76.11028° зх. д. (39.776428, -76.110273).  За даними Бюро перепису населення США в 2010 році переписна місцевість мала площу 3,76 км², з яких 3,75 км² — суходіл та 0,01 км² — водойми.

## Демографія
Згідно з переписом 2010 року, у переписній місцевості мешкали 372 особи в 117 домогосподарствах у складі 104 родин. Густота населення становила 99 осіб/км².  Було 121 помешкання (32/км²).
Расовий склад населення:
| - 96,5 % — білих - 1,1 % — чорних або афроамериканців - 0,5 % — азіатів |

До двох чи більше рас належало 1,1 %. Частка іспаномовних становила 1,1 % від усіх жителів.
За віковим діапазоном населення розподілялося таким чином: 29,0 % — особи молодші 18 років, 56,5 % — особи у віці 18—64 років, 14,5 % — особи у віці 65 років та старші. Медіана віку мешканця становила 42,8 року. На 100 осіб жіночої статі у переписній місцевості припадало 100,0 чоловіків;  на 100 жінок у віці від 18 років та старших — 98,5 чоловіків також старших 18 років.
Цивільне працевлаштоване населення становило 129 осіб. Основні галузі зайнятості: роздрібна торгівля — 34,1 %, освіта, охорона здоров'я та соціальна допомога — 32,6 %, виробництво — 16,3 %, сільське господарство, лісництво, риболовля — 10,9 %.